# Алту-Такарі (мікрорегіон)

Алту-Такари на карті штату Мату-Гросу-ду-Сул

Алту-Такарі (порт. Microrregião do Alto Taquari) — мікрорегіон в Бразилії, входить в штат Мату-Гросу-ду-Сул. Складова частина мезорегіону Північно-центральна частина штату Мату-Гросу-ду-Сул. Населення становить 112 712 чоловік на 2005 рік. Займає площу 41 313 км². Густота населення — 2,73 чол./км².

## Склад мікрорегіону
До складу мікрорегіону включені наступні муніципалітети:
1. Алсінополіс
2. Камапуан
3. Кошин
4. Фігейран
5. Педру-Гоміс
6. Ріу-Верді-ді-Мату-Гросу
7. Сонора
8. Сан-Габріел-ду-Уесті

| Бразилія | Це незавершена стаття з географії Бразилії. Ви можете допомогти проєкту, виправивши або дописавши її. |